# Gaszowice, Silezia
Gaszowice [ɡaʂɔˈvitsɛ][ɡaʂɔˈvit͡sɛ] (în germană Gaschowitz) este un sat în sudul Poloniei, situat în Voievodatul Silezia din powiatul Rybnik (Gmina Gaszowice). Din 1975 până în 1998, satul a aparținut din punct de vedere administrativ Voievodatului Katowice. El se află la aproximativ 9 kilometri vest de Rybnik și la 44 kilometri vest de capitala regională Katowice.

## Nume
Numele Gaszowice provine de la un cavaler pe nume Gasz, care a fost probabil fondatorul satului și a construit aici o așezare în secolul al XII-lea.

## Istoric
În 1317 satul a aparținut Ducatului de Racibórz. Stema localității Gaszowice conține un plug care există, de asemenea, pe un sigiliu german din secolul al XVIII-lea.
Gaszowice are doar o școală elementară. Władysław Dworaczek a fost unul dintre profesorii care au început să predea acolo în 1932. Mai târziu, din 1945 până în 1972, el a fost directorul școlii.

## Localitate înfrățită
Gaszowice este înfrățit cu:
- Krompachy, Germania